# Bilddokumentation
Die Bilddokumentation beschäftigt sich mit der Sammlung und Verarbeitung von Bildmaterial. Sie ist somit der Dokumentation, die sich nach Paul Otlets allgemeiner Definition mit der „Sammlung, Ordnung und Nutzbarmachung von Dokumenten aller Art“ beschäftigt, untergeordnet.
Ziel der Bilddokumentation ist es, Standbilder (Fotos, Dias, Gemälde, Plakate, Graphiken, Stiche, Skizzen u. Ä.) sowie bewegte Bilder (Video, Filme usw.) gezielt recherchierbar und auffindbar zu machen.
Durchgeführt wird die Bilderschließung vorwiegend von Bibliotheken, Museen, Archiven, Dokumentationsstellen, Bildagenturen, Presseverlagen oder Unternehmen.

## Bilderschließung
Die Erschließung eines Bildes umfasst in der Dokumentationswissenschaft drei Teilbereiche:
Die Erfassung von Formaldaten (s. Formalerschließung), von Bildinhalten und von Sachinformationen (s. Sacherschließung). Die Speicherung der Informationen erfolgt manuell oder elektronisch.
Zur Konkretisierung der drei Teilbereiche der Bilderschließung wird die Dokumentation exemplarisch an einem Beispielbild durchgeführt:
| Teilbereich     | Beschreibung | Ausprägung | Anmerkungen |
| --------------- | --- | --- | --- |

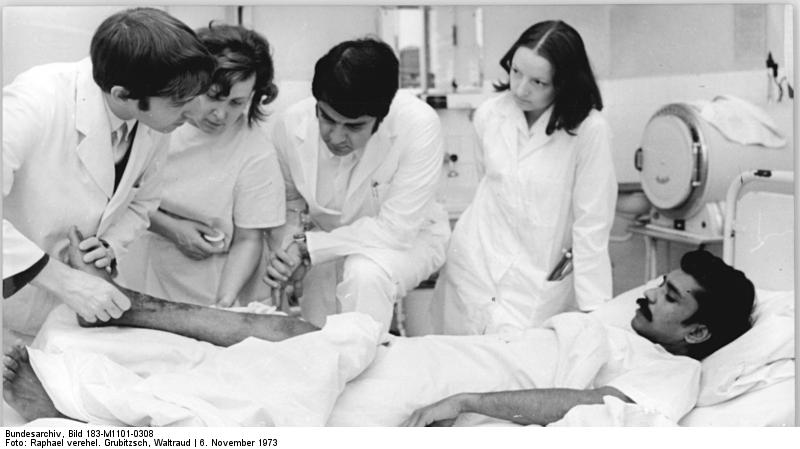

| Formaldaten     | Angaben zum Format und der Erscheinungsform des Bildmaterials | Rohdaten (z. B. Bild-ID: 183-M1101-0308, Auflösung: 800 × 449 Pixel, Dateigröße: 42 KB, MIME-Typ: image/jpeg) und Metadaten (Typ: Fotografie (schwarz-weiß), Aufnahmedatum: 6. November 1973, Quelle: Deutsches Bundesarchiv (German Federal Archive), Urheber: Raphael (verehel. Grubitzsch), Waltraud) | Bei der Erfassung der Rohdaten ist darauf zu achten, dass sich die Daten einerseits auf das Original (z. B. auf das Foto selbst), andererseits aber auch auf die digitale Kopie beziehen können. Für die Eingabe von Metadaten können auch Datenstandards verwendet werden. |
| Bildinhalt      | Angaben darüber, was konkret auf dem Bild zu sehen ist | Ein Patient wird im Krankenhaus von Ärzten im Rahmen einer Visite am Bein untersucht und behandelt. | Der Grad der Genauigkeit ist bei der Erschließung des Bildinhalts variabel und die Informationen können unterschiedlich stark ins Detail gehen. Zudem können ausformulierte Sätze ebenso wie einfache Schlagwortlisten verwendet werden.                                    |
| Sachinformation | auch: Inhaltserfassung. Hier können auch recherchierte Hintergrundinformationen zum Bild geliefert werden, sodass der inhaltliche Kontext der Aufnahme deutlich wird. | Leipzig, St. Georg-Krankenhaus, Patient aus Bangladesch […] Abdul Kader aus der Volksrepublik Bangladesh wird im Leipzinger St. Georg-Krankenhaus von Ärzten und Schwestern umsorgt. Er liegt seit mehreren Wochen mit einer Beinverletzung in diesem Krankenhaus und wird nach seiner Genesung in seine Heimat zurückkehren. Unser Foto zeigt Dr. Holm Neumann (links) während einer Visite. […] [Historische Originalbeschreibung] | |

Bei der Erschließung von Bewegtbildern erfolgt die Aufnahme der Daten sequenzweise.

## Prinzipien
Allgemein und spezifisch (oder „generic and specific“)
Die Differenzierung, ob eine Information allgemein oder spezifisch ist, ist mit der Unterscheidung zwischen Bildinhalt und Sachinhalt vergleichbar: Eine allgemeine Angabe beschreibt lediglich das, was allgemein auf dem Bild zu sehen ist (z. B. einen Arzt, eine Brücke oder ein Gebäude, genauer eine Kathedrale). Es handelt sich dabei um eine Beschreibung des Sichtbaren, die relativ objektiv ist.
Eine spezifische Information zur allgemeinen Beschreibung würde die Begrifflichkeit individualisieren, sie analysieren (z. B. Dr. Holm Neumann, die Elbbrücken in Hamburg oder die St. Paul's Cathedral in London).
Von und über (oder „of and about“)
Ein Bild ist von einem konkreten Gegenstand oder einer Person gemacht worden, z. B. allgemein einem Arzt oder spezifisch Dr. Holm Neumann. Dennoch vermittelt das Bild auch Emotionen und kann über abstrakte Konzepte sein. Diese interpretierten Aspekte, wie z. B. Schmerz oder Krankenhausaufenthalt, können in die Bilderschließung aufgenommen werden, sind jedoch als höchst subjektiv einzuschätzen und stark abhängig von den jeweiligen Empfindungen und Einschätzungen des jeweiligen Dokumentars.
Zielgruppe
Auch die Zielgruppe einer Bildsammlung ist ausschlaggebend für die Art der zu dokumentierenden Bilder sowie die Art der Dokumentation. Die Auswahl der Bilder sowie die Sprache der Dokumentation kann an die Bedürfnisse der Zielgruppe angepasst werden – so kann es sich um spezielle Bildarchive für Experten in einem Wissensgebiet handeln oder aber auch um eine Bildsammlung für die Allgemeinheit, für Laien.

## Standards
Hilfsmittel und Werkzeuge bei der Bilddokumentation können Thesauri, Normdateien, Klassifikationssysteme oder Regelwerke sein. Sie bieten die Möglichkeit die Erfassung des Materials zu vereinheitlichen. Durch die Verwendung von kontrollierten Vokabularien und die Einhaltung von Erfassungsstandards ist die Dokumentation sowie die Recherche des Materials konsistenter als bei der Verwendung von freiem Vokabular.
Bekannte Standards bei der Bilderfassung sind z. B. Dublin Core (DC), der IPTC-IIM-Standard für Fotometadaten, das Klassifizierungskonzept Iconclass, der Art and Architecture Thesaurus (AAT) oder der Thesaurus for Graphic Materials (TGM).

## Probleme
Problematisch bei der Bilderschließung – insbesondere im Vergleich zu der Erschließung von Texten – ist die unvermeidbare Subjektivität bei den vom Dokumentar erfassten Daten. Die Entscheidung zur Aufnahme von Inhalten nach deren Relevanz auf einem Bild bzw. die Analyse und Interpretation des Sichtbaren kann von Person zu Person sehr unterschiedlich ausfallen.
Hilfsmittel wie Normdateien, Thesauri, Klassifikationssysteme und Regelwerke sind nicht universell für die Bilderschließung sämtlicher Sammlungen einsetzbar und müssen häufig individuell entwickelt werden.